# Matthew Davis
Matthew Wadsworth Davis (Salt Lake City, 8 maggio 1978) è un attore statunitense.

## Biografia

### Carriera
Debutta nel 2000 nel film Tigerland, in seguito recita nell'horror Urban Legend Final Cut, un film di John Ottman. Prenderà poi parte alla pellicola La rivincita delle bionde, recitando al fianco di Reese Witherspoon, inoltre ottiene una piccola parte in Pearl Harbor, un film di Michael Bay. Nel 2002 lavora in Blue Crush mentre nel 2005 affianca Steven Seagal nel film Into the Sun. 
Davis diviene noto per il ruolo di Adam Hillman nella serie tv A proposito di Brian, recitando la parte dal 2006 al 2007. Nel 2009 recita nel film S. Darko, sequel di Donnie Darko del 2001. Nel 2009 prende parte alla famosa serie televisiva The Vampire Diaries nel ruolo di Alaric Saltzman, ricoprendo la parte fino alla fine della serie nel 2017. Riprenderà poi il ruolo nella serie Legacies. Nell'anno 2013 prende parte a tutti e tredici gli episodi della serie Cult, interpretando la parte del protagonista, Jeff Sefton; la serie viene cancellata dopo una sola stagione.

### Vita privata
Nel 2008 sposa l'attrice Leelee Sobieski, da cui divorzia l'anno seguente. Il 23 dicembre 2018 sposa l'attrice Kiley Casciano e il 31 marzo 2020 diventano genitori della piccola Ripley Nightingale. Il 24 gennaio del 2022 nasce la loro secondogenita Dorothy Lavender.

## Filmografia

### Cinema
- Tigerland, regia di Joel Schumacher (2000)
- Urban Legend Final Cut (Urban Legends: Final Cut), regia di John Ottman (2000)
- La rivincita delle bionde (Legally Blonde), regia di Robert Luketic (2001)
- Pearl Harbor, regia di Michael Bay (2001)
- Stella solitaria (Lone Star State of Mind), regia di David Semel (2002)
- Blue Crush, regia di John Stockwell (2002)
- Below, regia di David Twohy (2002)
- Something Better, regia di J.P. Allen e Laurel Hunter (2003)
- Seeing Other People, regia di Wallace Wolodarsky (2004)
- Shadow of Fear, regia di Rich Cowan (2004)
- Heights, regia di Chris Terrio (2005)
- Into the Sun, regia di Christopher Morrison (2005)
- BloodRayne, regia di Uwe Boll (2005)
- Mentor, regia di David Langlitz (2006)
- Bottoms Up, regia di Erik MacArthur (2006)
- Wasting Away, regia di Matthew Kohnen (2007)
- Hollywood - Un sogno a luci rosse (Finding Bliss), regia di Julie Davis (2009)
- S. Darko, regia di Chris Fisher (2009)
- Waiting for Forever, regia di James Keach (2010)

### Televisione
- A proposito di Brian (What about Brian) - serie TV, 24 episodi (2006-2007)
- Law & Order - Unità vittime speciali (Law & Order: Special Victims Unit) – serie TV, episodio 9x18 (2008)
- Limelight, regia di David Semel - episodio pilota scartato (2009)
- In Plain Sight – serie TV, episodio 2x04 (2009)
- Damages - serie TV, 5 episodi (2009-2010)
- The Vampire Diaries - serie TV, 99 episodi (2009-2017)
- Cult – serie TV, 13 episodi (2013)
- CSI: Scena del crimine (CSI: Crime Scene Investigation) - serie TV, episodi 14x06, 14x08, 14x13 (2013-2014)
- The Originals - serie TV, episodi 4x08, 4x13 e 5x12 (2017-2018)
- Legacies - serie TV, 67 episodi (2018-2022)
- Un desiderio sotto il vischio (Christmas Wishes and Mistletoe Kisses), regia di D.J. Viola – film TV (2019)
- I segreti di Grosse Pointe (Grosse Pointe Garden Society) – serie TV, 13 episodi (2025)
- The Waterfront – serie TV, episodio 1x01 (2025)

## Doppiatori italiani
Nelle versioni in italiano delle opere in cui ha recitato, Matt Davis è stato doppiato da:
- Vittorio Guerrieri in The Vampire Diaries, The Originals, Legacies
- Alberto Bognanni in Shadow of Fear, Into the Sun
- Gianluca Tusco in Tigerland
- Massimo De Ambrosis in Urban Legend - Final Cut
- Francesco Pezzulli in La rivincita delle bionde
- Gianluca Iacono in Blue Crush
- Tony Sansone in Below
- Loris Loddi in BloodRayne
- Niseem Onorato in S. Darko
- Francesco Bulckaen in A proposito di Brian
- Fabrizio Manfredi in Law & Orden - Unità vittime speciali
- Edoardo Stoppacciaro in Damages
- Alessio Cigliano in Cult
- Emiliano Coltorti in CSI: Scena del crimine